# Cuando llega el amor
Cuando llega el amor (magyarul: Amikor eljön a szerelem) egy mexikói telenovella, amit a Televisa készített 1990-ben. Főszereplők Lucero, Omar Fierro és Guillermo García Cantú, a főgonosz szerepben Nailea Norvind voltak. A telenovella producere Carla Estrada volt.

## Történet
Isabel Contreras (Lucero) egy kiváltságos helyzetben levő lány: gazdag családban él és rendkívül gyönyörű. A szülei nagyon szeretik őt és emellett Rodrigo Fernández (Guillermo García Cantú) jegyese, akihez egyetem utánb tervez hozzámenni. Isabel szereti a lovassportot és országos bajnokságon is részt vesz. Ezekre kiséri el edzője, Alonso. Isabelnek azonban akad rosszakarója, aki nem más, mint saját unokanővére, Alejandra Contreras (Nailea Norvind).
Egy nap, Rodrigo megkéri Isabelt, hogy vonuljanak félre a szobájába, hogy kettesben legyenek, de Isábel elutasította ezt. A helyzetet kihasználja Alejandra, hogy fájdalmat okozzon Isabelnek. Elcsábítja Rodrigót, végül Isábel leleplezi őket. Isábel tudván, hogy édesapja, Rafael Contreras (Eric del Castillo) emiatt kidobná Alejandrát az otthonukból, nem szól erről a szüleinek. Viszont felbontja Rodrigóval az eljegyezését, amit szüleinek nem indokol meg különösebben.  
Ugyanakkor Geraldo – Rodrigo édesapja – bejelenti, hogy anyagilag tönkre ment és könnyen elveszítheti a megélhetését biztosító kilinkáját.Felesége, María Luisa (Susana Alexander) felületes nő és csak a külsőségeknek él: nem hajlandó elviselni hogy elveszíthet mindent. Emiatt megkéri fiát, hogy béküljön ki Isabellel és hogy házasodjanak meg hogy anyagi gondjaik megoldódjanak. Geraldo eközben – mivel nem bírja elviselni felesége állandó szemrehányásait – félre lép Claudivál, aki Geraldóval csak a pénze és a rangja miatt folytat valójában viszonyt. 
Rodrigo elmondja a valóságót Andrésnak, Rafael Contreras bizalmasának és a család legjobb barátjának. Andrés arra használja fel ezt a titkot, hogy Alejandrához kerüljön közelebb, akibe már régóta szerelmes. Rodrigo közben elmondja Alejandrának, hogy Don Rafaélnek elmond mindent úgy mintha ő lenne az áldozat, hogy Isábelt így tudja visszahódítani. 
Alejandra mindent megtesz annak érdekében, hogy a teljes igazság ne derüljön ki. Isábel közben a soron következő lóversenyre készül. Megbuherálja a nyerget, hogy Isábel leessen a lóról. A versenyen Isábel leesett a lóról, túléli, de súlyosan megsérül, ami miatt a térdeit meg kell műteni. A műtét után Isábelnek mankót kell használnia. 
Andrés megtudja, hogy Alejandra miatt történt a baleset, ezért megzsarolja a lányt, hogy csak akkor hallgat, ha a lány a szeretője lesz. Isábel egyedül és lehangoltan nézi az utcán a járokelőket. Egy nap a szembe házból feltűnik neki Luis Felipe (Omar Fierro), a fiatal újságíró és fotós, aki első látásra beleszeret Isábelbe és az érzések hamarosan kölöcsönössé válnak. Egy nap személyesen is találkoznak, amikor a közeli parkban sétálnak együtt. Alejandra ekkor, elhatározza hogy közbe lép hogy Isabel sose legyen boldog, emiatt mindent megtesz hogy elválassza őket. 

## Szereposztás
- Lucero – Isabel Contreras
- Omar Fierro – Luis Felipe Ramírez
- Nailea Norvind – Alejandra Contreras
- Guillermo García Cantú – Rodrigo Fernández Pereira
- Irán Eory – Doña Rosalía de Contreras
- Eric del Castillo – Don Rafael Contreras
- Susana Alexander – María Luisa Pereira de Fernández
- Claudio Obregón – Gerardo Fernández
- Francisco Bernal – Alonso Valencia
- Lilia Aragón – Helena Ríos / Helen Rivers
- Amparo Arozamena – Doña Refugio Ordóñez vda. de Carrillo
- Roberto Blandón – Enrique
- Raúl Buenfil – Ranas
- Óscar Bonfiglio – Pablo
- Silvia Caos – Amelia
- Carmelita González – Carmen de Ramírez
- Lucero Lander – Ángela Ramírez
- Ricardo de Loera – Montero
- Arturo Lorca – Nacho
- Charlie Massó – Rey
- Francisco Xavier – Paco
- Mónica Miguel – Yulma
- René Muñoz – Chucho
- Gustavo Navarro – Fito
- Polo Ortín – Don Isidro Vega
- Alejandra Peniche – Claudia Vega
- Miguel Pizarro – Andrés Santana
- Juan Felipe Preciado – Miguel Ramírez
- María Rojo – Rosa
- Ninón Sevilla – Nina
- Rodrigo Vidal – Eduardo "Lalo" Contreras
- Evangelina Sosa – Margarita Vega
- Juan Carlos Casasola – Alberto "Beto" Carrillo
- Elizabeth Ávila – Julia
- Carlos Gracia – El Greñas
- Emma Laura – Verónica
- Sergio Sendel – Chicles
- Alexis Ayala – Nicolás
- Ernesto Godoy – Guero
- Ramón Valdés Urtiz – Toñito
- Surya MacGregor – Dolores
- Helio Castillo – Danilo
- César Balcazar – Mariano
- Teresa Guizar – Azucena
- María Fernanda García – Paulina
- Jorge Molina – Caritas
- Edgar Ramírez – Suave
- Jorge Urzúa – Trampas
- Lorette – Lucy
- Teo Tapia – Ramón
- Carlos Barcenas – Chino
- Armando Carreón – Tlacoyo
- José María Gálvez – Trovador
- Mauricio García – Lápiz
- Hugo Isaac – Gallo
- Miguel Ángel Infante – Dr. Mujica

## TVyNovelas-díj 1991
| Év   | Díj            | Kategória                      | Jelölt neve       | Eredmény |
| ---- | -------------- | ------------------------------ | ----------------- | -------- |
| 1991 | TVyNovelas-díj | Az év telenovellája            | Carla Estrada     | Jelölve  |
| 1991 | TVyNovelas-díj | Legjobb női főgonosz           | Nailea Norvind    | Jelölve  |
| 1991 | TVyNovelas-díj | Legjobb férfi főgonosz         | Miguel Pizarro    | Jelölve  |
| 1991 | TVyNovelas-díj | Legjobb női főmellékszereplő   | Susana Alexander  | Jelölve  |
| 1991 | TVyNovelas-díj | Legjobb női főmellékszereplő   | Irán Eory         | Jelölve  |
| 1991 | TVyNovelas-díj | Legjobb férfi főmellékszereplő | Eric del Castillo | Jelölve  |
| 1991 | TVyNovelas-díj | Legjobb női mellékszereplő     | María Rojo        | Jelölve  |
| 1991 | TVyNovelas-díj | Legjobb fiatal színésznő       | Lucero            | Elnyerte |
| 1991 | TVyNovelas-díj | Legjobb fiatal színész         | Omar Fierro       | Elnyerte |
| 1991 | TVyNovelas-díj | Legjobb férfi alakítás         | Rodrigo Vidal     | Jelölve  |
| 1991 | TVyNovelas-díj | Legjobb rendezés               | Miguel Córcega    | Elnyerte |